# Beaumesnil, Eure
Beaumesnil este o comună în departamentul Eure, Franța. În 1 ianuarie 2018 avea o populație de 500 de locuitori.

## Toponimie
Satul este atestat în forma latinoasă Bello Mesnillo în 1195.
În realitate, termenul mesnil "locuință rurală" provine dintr-o latină târzie proprie în nordul Franței: mansionile. Se găsește în principal în Normandia, scrisă în general "mesnil", cu excepția localității Orne, unde consiliul general a hotărât o ortografică standard pentru a simplifica ortografia numelor locului: este scris astfel "menil".
Există mai multe alte Beaumesnil în Normandia, de exemplu, castelul Beaumesnil din Saint-Jouin-Bruneval (Caux) sau orașul Beaumesnil (Calvados).
Fostul municipalități atașate:
- Sf. Lambert în 1792, a cărui biserică a fost sub patronajul Sf. Lambert, episcop de Maastricht, în secolul al șaptelea. Clădirea a fost distrusă la mijlocul secolului al XIX-lea
- Pierre-Ronde în 1845, un nume care evocă probabil un vechi monument megalithic. Biserica parohială destituită este sub numele de Saint Cyr și este subiectul unei restaurări complete. Se pare că existența unui cult vechi este atestată în acest loc, este posibil ca biserica creștină să fi înlocuit un fanum gala-român, un mic templu al tradiției indigene.

## Istoric
Cetatea lui Roger de Beaumont, însoțitor al lui William Cuceritorul.
Actuala biserică neoclasică din cărămidă și piatră a fost construită la începutul secolului al XIX-lea în centrul orașului, pentru a înlocui vechiul, de asemenea, sub termenul Sfântului Nicolae. Această altă clădire, care rămâne doar integrată într-o veche fermă de pe strada vechii biserici, a fost considerată prea excentrică. Observăm, de asemenea, prezența unei tinere vechi funerare care a marcat vechiul cimitir din acest loc.

## Obiective turistice

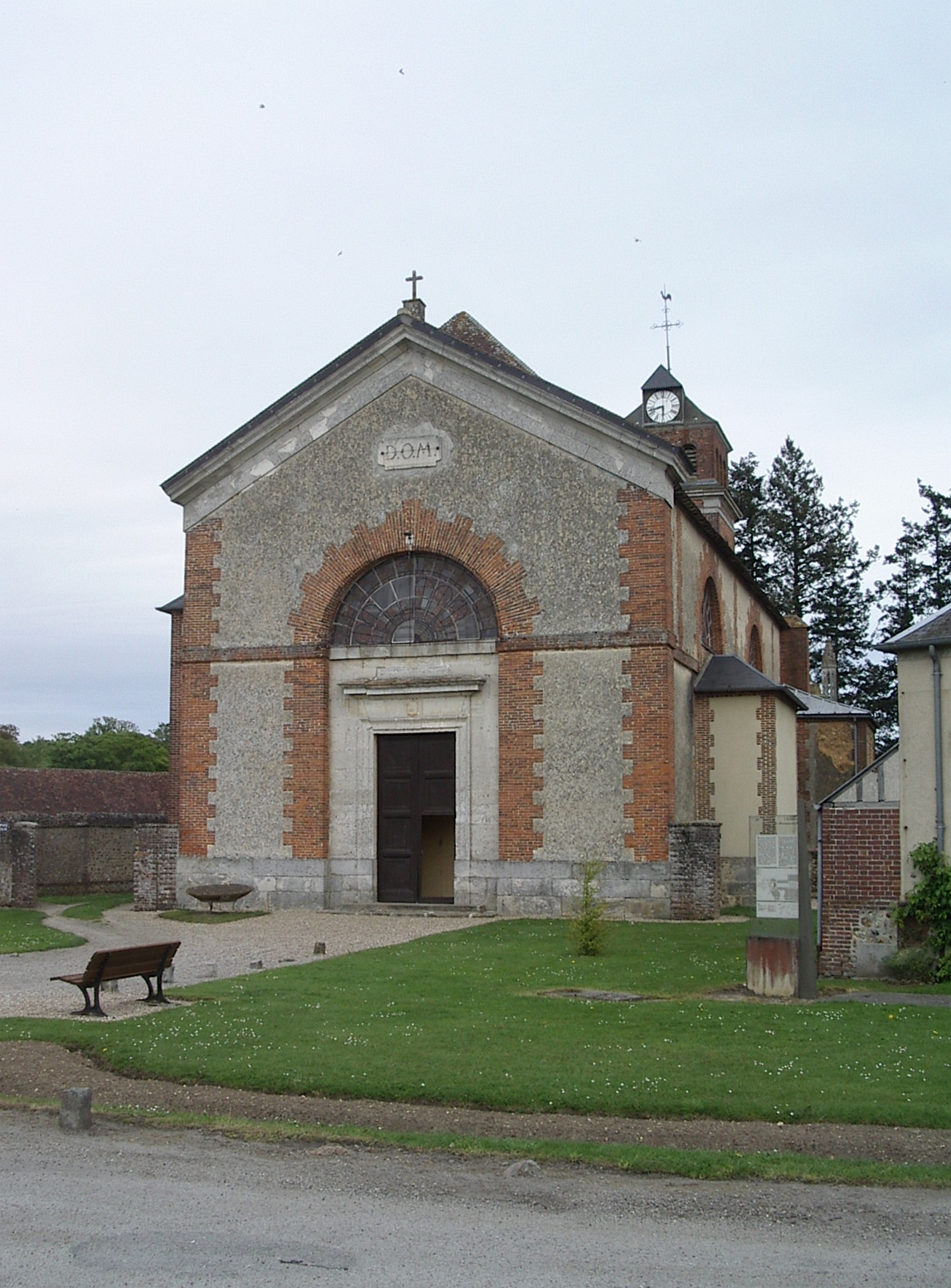
Biserica Saint-Nicolas

- Castelul Beaumesnil, un monument istoric construit în stil baroc între (1633-1640) de Ludovic al XIII-lea al Franței
- Biserica Saint-Cyr, din secolul al XII-lea
- Biserica Saint-Nicolas, din anul 1819